# Микрофон и мишка
„Микрофон и мишка“ е първото компютърно предаване в българския радио- и телевизионен ефир.
Радио и ТВ-предаване за високи технологии, излъчвано в българския ефир между 1997 и 2009 г.
На разбираем език и с добро настроение екипът на „Микрофон и мишка“ запознава зрители и слушатели с най-интересното от новините за IT, предлага решения, помага и съветва, разменят се компютърни вицове, малки награди за насърчаване на знанията за компютрите.

## История
Създадено през есента на 1997 г. в рок-радио Тангра, предаването „Микрофон и мишка“ бързо набира популярност и се утвърждава като авторитетен източник на информация за новините и решенията в света на високите технологии. Група от компютърни експерти и водещ журналист/компютърен фен, създава нетипично за едно компютърно предаване весело настроение, като редува новини, тестове, интервюта и слушателски обаждания с рок-музика. Особено полезна е директната връзка между слушатели и екипа на предаването, тъй като предаването се излъчва на живо. Чрез нея екипът на предаването помага на слушателите с професионални съвети, отговаря на въпроси или просто споделят любопитни факти. Предаването бързо набира популярност и времетраенето му е увеличено на два, а впоследствие и на три часа. Осъществени са и броеве с удължено времетраене, като рекордът е 6-часово предаване. През 2001 г. „Микрофон и мишка“ започва да се излъчва в националния ефир на „Дарик радио“. Следват 5 години пред голяма аудитория, с все същата непринудена връзка, приятелски разговор между хора, обединени от една страст – компютрите, комуникациите, игрите. През 2006 г. водещият на предаването е поканен да води рубрика в сутрешния блок на телевизия TV7. За няколко месеца телевизията излъчва на запис и 30-минутно предаване „Микрофон и мишка“. През 2008 г. предаването получава покана от телевизия Re:TV. То стартира на 5 юли 2008 г., с продължителност 1 час, на живо. Излъчва се в събота от 13:00 ч., с повторения в неделя от 13:00 и в четвъртък от 23:30 ч. Предаването се излъчва до 6 юли 2009 г., малко преди телевизията да спре да излъчва.

## Екип
В различните години и медии неизменно в предаването участват Светлин Чкалев, Павел Павлов, Тодор Богданов-Моллов, Маргарита Лазова-Magic, Антон Белев-Bloody.
Част от екипа на Микрофон и мишка са били също Елеонора Симеонова, Бойко Маринков, Иван Тодоранчев, Блажо Николов, Теодора Иванова, Надя Милчева, Ангел Димитров и др.
Автор, водещ и продуцент е Орлин Бориславов.

## Консултанти
- Светлин Чкалев – хардуер
- Тодор Богданов (Mollov) – хардуер
- Антон Белев (Bloody) – хардуер и нови класове продукти
- Павел Павлов – мрежи и история на компютрите
- Никола Донев – Линукс
- Ангел Димитров – Линукс
- Стоян Тошев (bigstoyan) – черна техника
- Блажо Николов – игри;
- Елеонора Симеонова – интернет

В предаването участва и Теодора Иванова, поддържаща връзката със зрителите. Ралица Александрова е уредник и редактор.

## Прекратяване
На 5 декември 2009 е последното излъчване на предаването.